# Klebsiella pneumoniae
Klebsiella pneumoniae is een gramnegatieve staafvormige bacterie, die natuurlijk in de mond, darmen en op de huid voorkomt. Deze bacterie is een opportunist die met name bij mensen met een verminderde weerstand infecties veroorzaakt. Het geslacht Klebsiella van deze bacterie is vernoemd naar de Duits-Zwitserse microbioloog Theodor Albrecht Edwin Klebs.
In de eerste maanden van 2007 overleden naar men vermoedt zo'n honderd ziekenhuispatiënten in Israël ten gevolge van een uitbraak van deze bacterie.
Van Klebsiella pneumoniae is een multi-resistente variant ontstaan die als superbacterie nagenoeg onbehandelbare infecties geeft.

## Maasstad Ziekenhuis
In juni 2011 werd door de overheid een onderzoek gedaan naar een mogelijke uitbraak van deze bacterie in het Maasstad Ziekenhuis te Rotterdam, dit naar aanleiding van 28 sterfgevallen in dat ziekenhuis. Uit onderzoek van het Maasstad Ziekenhuis, het RIVM en de GGD Rotterdam-Rijnmond is gebleken dat in totaal 98 patiënten de multiresistente KlebsiellaOxa-48 variant bij zich dragen, of in het verleden bij zich hebben gedragen.
Eind mei werd de besmetting op de intensive care gemeld door het ziekenhuis, maar in februari ontdekte het Huisartsen Laboratorium in Etten-Leur al de resistente bacterie, althans volgens Omroep Brabant.
De bacterie zat in een urinemonster van een patiënt die in het Rotterdamse ziekenhuis was geopereerd.
Een screeningsonderzoek onder ruim 1800 ex-patiënten, waarmee het ziekenhuis in juli 2011 is begonnen, moest duidelijk maken hoeveel mensen drager van de bacterie zijn.
De Inspectie voor de Gezondheidszorg heeft eind juli 2011 het ziekenhuis onder verscherpt toezicht geplaatst omdat er onvoldoende vertrouwen was dat het ziekenhuis voldoende of de juiste maatregelen trof. Ook is rond diezelfde periode bij twee patiënten van het revalidatiecentrum Rijndam in Rotterdam de bacterie vastgesteld, een van de patiënten was eerder opgenomen in het Maasstad Ziekenhuis.
Na een onderzoek dat 29 maart 2012 is gepresenteerd is geconcludeerd dat er niet een specifieke 'dader' aanwijsbaar is voor het drama, maar dat er in het hele proces en op alle niveaus elementaire fouten zijn gemaakt.
In december 2015 is de bacterie aangetroffen bij zeker 16 patiënten die opgenomen waren in het Jeroen Bosch Ziekenhuis in Den Bosch.